# Girlschool
A Girlschool angol nőkből álló heavy metal együttes. Jelenlegi tagjai: Kim McAuliffe, Enid Williams, Denise Dufort és Jackie Chambers. 1978-ban alakultak meg Londonban. Jelentős kötődésük van a népszerű Motörhead együtteshez. A Girlschool az egyik leghosszabb ideje működő női heavy metal együttes.

## Diszkográfia
- Demolition (1980)
- Hit and Run (1981)
- Screaming Blue Murder (1982)
- Pretty Dirty (1983)
- Running Wild (1985)
- Nightmare at Maple Cross (1986)
- Take a Bite (1988)
- Girlschool (1992)
- 21th Anniversary: Not That Innocent (2002)
- Believe (2004)
- Legacy (2008)
- Hit and Run – Revisited (2011)
- Guilty as Sin (2015)